# Haplodrassus aenus
Haplodrassus aenus är en spindelart som beskrevs av Thaler 1984. Haplodrassus aenus ingår i släktet Haplodrassus och familjen plattbuksspindlar. Inga underarter finns listade i Catalogue of Life.